# Chiquita Brands International
Chiquita Brands International Sàrl, cunoscut anterior ca Chiquita Brands International Inc., este un producător și distribuitor de banane elvețian. Compania operează sub brandurile Chiquita și salatele Fresh Express. Chiquita este principalul distribuitor de banane din Statele Unite ale Americii.
Chiquita este succesorul United Fruit Company. În 2003, compania a achiziționat   compania de distribuție germană, Atlanta AG. Fostul sediu al Chiquita a fost în Charlotte, Carolina de Nord.